# Барнштедт (Нижняя Саксония)
Барнштедт (нем. Barnstedt) — община в Германии, в земле Нижняя Саксония.
Входит в состав района Люнебург. Подчиняется управлению Ильменау.

Население составляет 776 человек (на 31 декабря 2010 года). Занимает площадь 19,71 км².

Официальный код — 03 3 55 006.
Коммуна подразделяется на 2 сельских округа.